# Johannes II. Crescentius

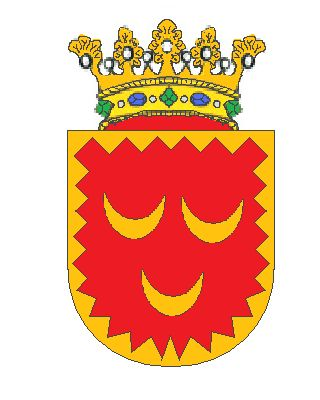
Wappen von Crescenzi.

Johannes II. Crescentius († 18. Mai 1012 in Rom), manchmal auch Johannes Crescentius (nicht zu verwechseln mit seinem gleichnamigen Urgroßvater) oder Crescentius III. genannt, war römischer Patricius zur Zeit des römisch-deutschen Kaisers Heinrich II.
Er war der Sohn der Stephania und des Crescentius I. Nomentanus und Neffe des Johannes I. Crescentius. Johannes II. stammte aus der Ende des 10. und Anfang des 11. Jahrhunderts Rom beherrschenden Dynastie der Crescentier. Er brachte nach dem Tod von Kaiser Otto III. und Papst Silvester II. das Papstamt unter seine Kontrolle.